# 24e cérémonie des César
La 24e cérémonie des César du cinéma - dite aussi Nuit des César -  récompensant les films sortis en 1998, s'est déroulée le 6 mars 1999 au théâtre des Champs-Élysées.
Elle fut présidée par Isabelle Huppert et retransmise sur Canal+.

## Présentateurs et intervenants
- Daniel Toscan du Plantier, président de l'Académie des arts et techniques du cinéma
- Isabelle Huppert, présidente de la cérémonie
- Antoine de Caunes, maître de cérémonie
- Bernadette Lafont, pour la remise du César d'honneur à Pedro Almodovar
- Sandrine Kiberlain, pour la remise du César d'honneur à Jean Rochefort
- Roman Polanski, pour la remise du César d'honneur à Johnny Depp
- Isabelle Huppert, pour la remise du César du meilleur film
- Emmanuelle Béart et André Dussollier, pour la remise du César du meilleur réalisateur
- Nathalie Baye, pour la remise du César du meilleur acteur
- Michel Serrault, pour la remise du César de la meilleure actrice
- Elsa Zylberstein, pour la remise du César du meilleur acteur dans un second rôle
- Jean-Hugues Anglade, pour la remise du César de la meilleure actrice dans un second rôle
- Karin Viard, pour la remise du César du meilleur scénario original ou adaptation
- Clotilde Courau et Vincent Elbaz, pour la remise du César du meilleur espoir féminin
- Mathilde Seigner, pour la remise du César du meilleur espoir masculin
- Charlotte Gainsbourg et Bertrand Blier, pour la remise du César de la meilleure première œuvre
- Victoria Abril, pour la remise du César du meilleur film étranger
- Marie Gillain et Roschdy Zem, pour la remise du César du meilleur court-métrage
- Adriana Karembeu et Jamel Debbouze, pour la remise du César du meilleur montage / César du meilleur décor / César de la meilleure photographie / César des meilleurs costumes / César du meilleur son

## Palmarès

### César du meilleur film
- La Vie rêvée des anges d'Érick Zonca
  - Ceux qui m'aiment prendront le train de Patrice Chéreau
  - Le Dîner de cons de Francis Veber
  - Place Vendôme de Nicole Garcia
  - Taxi de Gérard Pirès

### César du meilleur film étranger
- La vie est belle de Roberto Benigni
  - Central do Brasil de Walter Salles
  - Festen de Thomas Vinterberg
  - Il faut sauver le soldat Ryan de Steven Spielberg
  - Titanic de James Cameron

### César du meilleur acteur

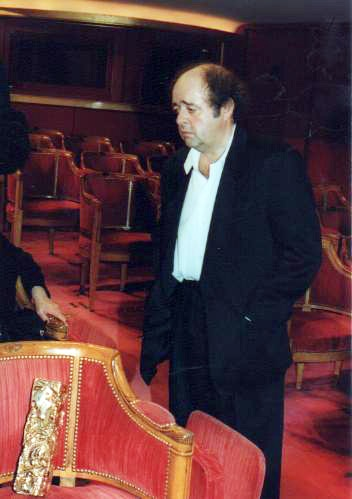
Jacques Villeret remporte le César du meilleur acteur pour Le Dîner de cons.

- Jacques Villeret pour Le Dîner de cons
  - Charles Berling pour L'Ennui
  - Jean-Pierre Darroussin pour Le Poulpe
  - Antoine de Caunes pour L'homme est une femme comme les autres
  - Pascal Greggory pour Ceux qui m'aiment prendront le train

### César de la meilleure actrice
- Élodie Bouchez pour La Vie rêvée des anges
  - Catherine Deneuve pour Place Vendôme
  - Isabelle Huppert pour L'École de la chair
  - Sandrine Kiberlain pour À vendre
  - Marie Trintignant pour … Comme elle respire

### César du meilleur acteur dans un second rôle
- Daniel Prévost pour Le Dîner de cons
  - Jean-Louis Trintignant pour Ceux qui m'aiment prendront le train
  - Vincent Pérez pour Ceux qui m'aiment prendront le train
  - Bernard Fresson pour Place Vendôme
  - Jacques Dutronc pour Place Vendôme

### César de la meilleure actrice dans un second rôle
- Dominique Blanc pour Ceux qui m'aiment prendront le train
  - Anémone pour Lautrec
  - Catherine Frot pour Le Dîner de cons
  - Arielle Dombasle pour L'Ennui
  - Emmanuelle Seigner pour Place Vendôme

### César du meilleur espoir masculin
- Bruno Putzulu pour Petits désordres amoureux
  - Lionel Abelanski pour Train de vie
  - Guillaume Canet pour En plein cœur
  - Romain Duris pour Gadjo Dilo
  - Samy Naceri pour Taxi

### César du meilleur espoir féminin
- Natacha Régnier pour La Vie rêvée des anges
  - Marion Cotillard pour Taxi
  - Hélène de Fougerolles pour Que la lumière soit !
  - Sophie Guillemin pour L'Ennui
  - Rona Hartner pour Gadjo Dilo

### César de la meilleure réalisation
- Patrice Chéreau pour Ceux qui m'aiment prendront le train
  - Érick Zonca pour La Vie rêvée des anges
  - Francis Veber pour Le Dîner de cons
  - Nicole Garcia pour Place Vendôme
  - Gérard Pirès pour Taxi

### César de la meilleure première œuvre
- Dieu seul me voit de Bruno Podalydès
  - L'Arrière Pays de Jacques Nolot
  - Le Gone du Chaâba de Christophe Ruggia
  - Jeanne et le Garçon formidable d'Olivier Ducastel et Jacques Martineau
  - La Vie rêvée des anges d'Érick Zonca

### César du meilleur scénario original ou adaptation
- Francis Veber pour Le Dîner de cons
  - Roger Bohbot, Érick Zonca pour La Vie rêvée des anges
  - Patrice Chéreau, Danièle Thompson, Pierre Trividic pour Ceux qui m'aiment prendront le train
  - Jacques Fieschi, Nicole Garcia pour Place Vendôme
  - Radu Mihaileanu pour Train de vie

### César de la meilleure musique originale
- Tony Gatlif pour Gadjo Dilo
  - IAM pour Taxi
  - Francis Lai, Claude Bolling pour Hasards ou Coïncidences
  - Philippe Miller pour Jeanne et le Garçon formidable

### César de la meilleure photographie
- Éric Gautier pour Ceux qui m'aiment prendront le train
  - Agnès Godard pour La Vie rêvée des anges
  - Laurent Dailland pour Place Vendôme

### César des meilleurs costumes
- Pierre-Jean Larroque pour Lautrec
  - Nathalie du Roscoat et Élisabeth Tavernier pour Place Vendôme
  - Sylvie de Segonzac pour Don Juan

### César du meilleur décor
- Jacques Rouxel pour Lautrec
  - Thierry Flamand pour Place Vendôme
  - Richard Peduzzi, Sylvain Chauvelot pour Ceux qui m'aiment prendront le train

### César du meilleur son
- Vincent Tulli, Vincent Arnardi pour Taxi
  - Jean-Pierre Laforce, Nadine Muse, Guillaume Sciama pour Ceux qui m'aiment prendront le train
  - Jean-Pierre Duret, Dominique Hennequin pour Place Vendôme

### César du meilleur montage
- Véronique Lange pour Taxi
  - Luc Barnier et Françoise Bonnot pour Place Vendôme
  - François Gédigier pour Ceux qui m'aiment prendront le train

### César du meilleur court-métrage
- L'Interview de Xavier Giannoli
  - La Vieille Barrière de Lyèce Boukhitine
  - Les Pinces à linge de Joël Brisse
  - Tueurs de petits poissons d'Alexandre Gavras
  - La vache qui voulait sauter par-dessus l'église de Guillaume Casset

### César d'honneur
- Jean Rochefort
- Pedro Almodóvar
- Johnny Depp